# Pack die Koffer
Pack die Koffer ist ein Schlager des Big Brother-Teilnehmers Zlatko in der Musikrichtung Europop aus dem Jahr 2000.

## Inhalt
Das Lied handelt vom Ende einer Beziehung, das von der Frau ausgeht. Der Sänger, der den männlichen Part darstellt, fordert sie daraufhin auf, die Koffer zu packen, möchte aber trotzdem, dass sie bei ihm bleibt, weil er sie ohne sie nicht leben möchte.

## Hintergrund
Der Song wurde von Bob Arnz und Christoph Siemons geschrieben. Auf der CD-Single war außer dem Ballroom Mix des gleichnamigen Titelliedes des Filmes Mr. Boogie drei Mixversionen von Pack die Koffer, Radio Mix, Dance Mix und Instrumental Boogie Mix, enthalten. Produziert wurde das Lied von Arnz und Siemons für Endemol Music Production. Arnz und Siemons hatten bereits Zlatkos Album Ich bleibe wer ich bin produziert.

## Charts und Chartplatzierungen
| ChartsChartplatzierungen | Höchstplatzierung | Wochen |
| ------------------------ | ----------------- | ------ |
| Deutschland (GfK)        | 54 (5 Wo.)        | 5      |